# Euthalia leechi
Euthalia leechi är en fjärilsart som beskrevs av Charles Oberthür 1907. Euthalia leechi ingår i släktet Euthalia och familjen praktfjärilar. Inga underarter finns listade i Catalogue of Life.